# Campeonato Mundial de Esgrima de 1926
El V Campeonato Mundial de Esgrima se celebró en dos sedes: las competiciones de florete y sable en Budapest (Hungría) y las de espada en Ostende (Bélgica), en el año 1926 bajo la organización de la Federación Internacional de Esgrima (FIE) y la Federación Húngara de Esgrima.

## Medallistas

### Masculino
| Evento             | Oro                        | Plata                         | Bronce              |
| ------------------ | -------------------------- | ----------------------------- | ------------------- |
| Florete individual | Giorgio Chiavacci Italia   | László Berti Hungría          | Ugo Pignotti Italia |
| Espada individual  | Georges Tainturier Francia | Fernand de Montigny · Bélgica | Léon Tom · Bélgica  |
| Sable individual   | Sándor Gombos Hungría      | Attila Petschauer Hungría     | Bino Bini Italia    |

## Medallero
| Núm. | País    | Oro | Plata | Bronce | Total |
| ---- | ------- | --- | ----- | ------ | ----- |
| 1    | Hungría | 1   | 2     | 0      | 3     |
| 2    | Italia  | 1   | 0     | 2      | 3     |
| 3    | Francia | 1   | 0     | 0      | 1     |
| 4    | Bélgica | 0   | 1     | 1      | 2     |
|      | TOTAL   | 3   | 3     | 3      | 9     |